# Daishawn Redan
Daishawn Orpheo Marvin Redan (Amsterdam, 2 febbraio 2001) è un calciatore surinamese con cittadinanza olandese, attaccante dell'Avellino.

## Caratteristiche tecniche
È un centravanti.

## Carriera

### Club
Cresciuto nel settore giovanile dell'Ajax, dal 2017 al 2019 ha giocato nel settore giovanile del Chelsea.
Acquistato dall'Hertha Berlino nell'estate del 2019, ha debuttato fra i professionisti il 25 agosto seguente disputando l'incontro di Bundesliga perso 3-0 contro il Wolfsburg.
Il 31 gennaio 2020, è stato ceduto in prestito semestrale al Groningen, in Eredivisie.
Il 31 gennaio 2023, viene acquistato a titolo definitivo dal Venezia, in Serie B.
Il 5 giugno 2023 viene convocato dalla Nazionale del Suriname, scegliendo così di abbandonare il lungo percorso nelle nazionali giovanili olandesi.
Il 21 luglio 2023, viene ceduto in prestito con obbligo di riscatto condizionato alla Triestina, in Serie C. Il 4 novembre dello stesso anno, segna la sua prima tripletta in carriera, decidendo la sfida di Coppa Italia Serie C in casa dell'Alessandria, vinta per 3-0.
Il 12 agosto 2024 firma un quadriennale con l'Avellino, squadra militante in Serie C.

### Nazionale
Ha giocato numerose partite con le varie nazionali giovanili olandesi.
Nel 2023 risponde alla convocazione della nazionale di origine, il Suriname.

## Statistiche

### Presenze e reti nei club
Statistiche aggiornate al 2 febbraio 2025.
| Stagione                 | Squadra                  | Campionato               | Campionato | Campionato | Coppe nazionali | Coppe nazionali | Coppe nazionali | Coppe continentali | Coppe continentali | Coppe continentali | Altre coppe | Altre coppe | Altre coppe | Totale | Totale |
| Stagione                 | Squadra                  | Comp                     | Pres       | Reti       | Comp            | Pres            | Reti            | Comp               | Pres               | Reti               | Comp        | Pres        | Reti        | Pres   | Reti   |
| ------------------------ | ------------------------ | ------------------------ | ---------- | ---------- | --------------- | --------------- | --------------- | ------------------ | ------------------ | ------------------ | ----------- | ----------- | ----------- | ------ | ------ |
| 2017-2018                | Chelsea U-21             | -                        | -          | -          | -               | -               | -               | -                  | -                  | -                  | FLT         | 3           | 2           | 3      | 2      |
| 2018-2019                | Chelsea U-21             | -                        | -          | -          | -               | -               | -               | -                  | -                  | -                  | FLT         | 5           | 2           | 5      | 2      |
| Totale Chelsea U21       | Totale Chelsea U21       | Totale Chelsea U21       | -          | -          |                 | -               | -               |                    | -                  | -                  |             | 8           | 4           | 8      | 4      |
| 2019-gen. 2020           | Hertha Berlino II        | RL                       | 8          | 4          | -               | -               | -               | -                  | -                  | -                  | -           | -           | -           | 8      | 4      |
| 2019-gen. 2020           | Hertha Berlino           | BL                       | 1          | 0          | CG              | 0               | 0               | -                  | -                  | -                  | -           | -           | -           | 1      | 0      |
| gen.-giu. 2020           | Groningen                | ED                       | 5          | 0          | CO              | -               | -               | -                  | -                  | -                  | -           | -           | -           | 5      | 0      |
| 2020-2021                | Hertha Berlino II        | RL                       | 3          | 1          | -               | -               | -               | -                  | -                  | -                  | -           | -           | -           | 3      | 1      |
| ago. 2021                | Hertha Berlino II        | RL                       | 2          | 0          | -               | -               | -               | -                  | -                  | -                  | -           | -           | -           | 2      | 0      |
| Totale Hertha Berlino II | Totale Hertha Berlino II | Totale Hertha Berlino II | 13         | 5          |                 | -               | -               |                    | -                  | -                  |             | -           | -           | 13     | 5      |
| 2020-2021                | Hertha Berlino           | BL                       | 7          | 0          | CG              | 0               | 0               | -                  | -                  | -                  | -           | -           | -           | 7      | 0      |
| ago. 2021                | Hertha Berlino           | BL                       | 0          | 0          | CG              | 0               | 0               | -                  | -                  | -                  | -           | -           | -           | 0      | 0      |
| Totale Hertha Berlino    | Totale Hertha Berlino    | Totale Hertha Berlino    | 8          | 0          |                 | 0               | 0               |                    | -                  | -                  |             | -           | -           | 8      | 0      |
| ago. 2021-2022           | PEC Zwolle               | ED                       | 26         | 6          | CO              | 2               | 0               | -                  | -                  | -                  | -           | -           | -           | 28     | 6      |
| 2022-gen. 2023           | Jong Utrecht             | EED                      | 2          | 0          | -               | -               | -               | -                  | -                  | -                  | -           | -           | -           | 2      | 0      |
| 2022-gen. 2023           | Utrecht                  | ED                       | 14         | 1          | CO              | 1               | 0               | -                  | -                  | -                  | -           | -           | -           | 15     | 1      |
| gen.-giu. 2023           | Venezia                  | B                        | 0          | 0          | CI              | -               | -               | -                  | -                  | -                  | -           | -           | -           | 0      | 0      |
| 2023-2024                | Triestina                | C                        | 31+2       | 10+1       | CI-C            | 2               | 0               | -                  | -                  | -                  | -           | -           | -           | 35     | 11     |
| 2024-2025                | Avellino                 | C                        | 20         | 3          | CI+CI-C         | 0+2             | 0+1             | -                  | -                  | -                  | -           | -           | -           | 23     | 4      |
| Totale carriera          | Totale carriera          | Totale carriera          | 123        | 26         |                 | 7               | 1               |                    | -                  | -                  |             | 8           | 4           | 140    | 31     |

## Palmarès

### Club
- FA Youth Cup: 1

Chelsea: 2017-2018

### Nazionale
- Campionato d'Europa Under-17: 1

Inghilterra 2018